# .bn
.bn es el dominio de nivel superior geográfico (ccTLD) para Brunéi.